# Седлиська (Нижньосілезьке воєводство)
Седлиська (пол. Siedliska) — село в Польщі, у гміні Мілковиці Леґницького повіту Нижньосілезького воєводства.
Населення — 495 осіб (2011).
У 1975-1998 роках село належало до Легницького воєводства.

## Демографія
Демографічна структура станом на 31 березня 2011 року:
|          | Загалом | Допрацездатний вік | Працездатний вік | Постпрацездатний вік |
| -------- | ------- | ------------------ | ---------------- | -------------------- |
| Чоловіки | 247     | 52                 | 177              | 18                   |
| Жінки    | 248     | 45                 | 153              | 50                   |
| Разом    | 495     | 97                 | 330              | 68                   |